# アベベ・ビキラ

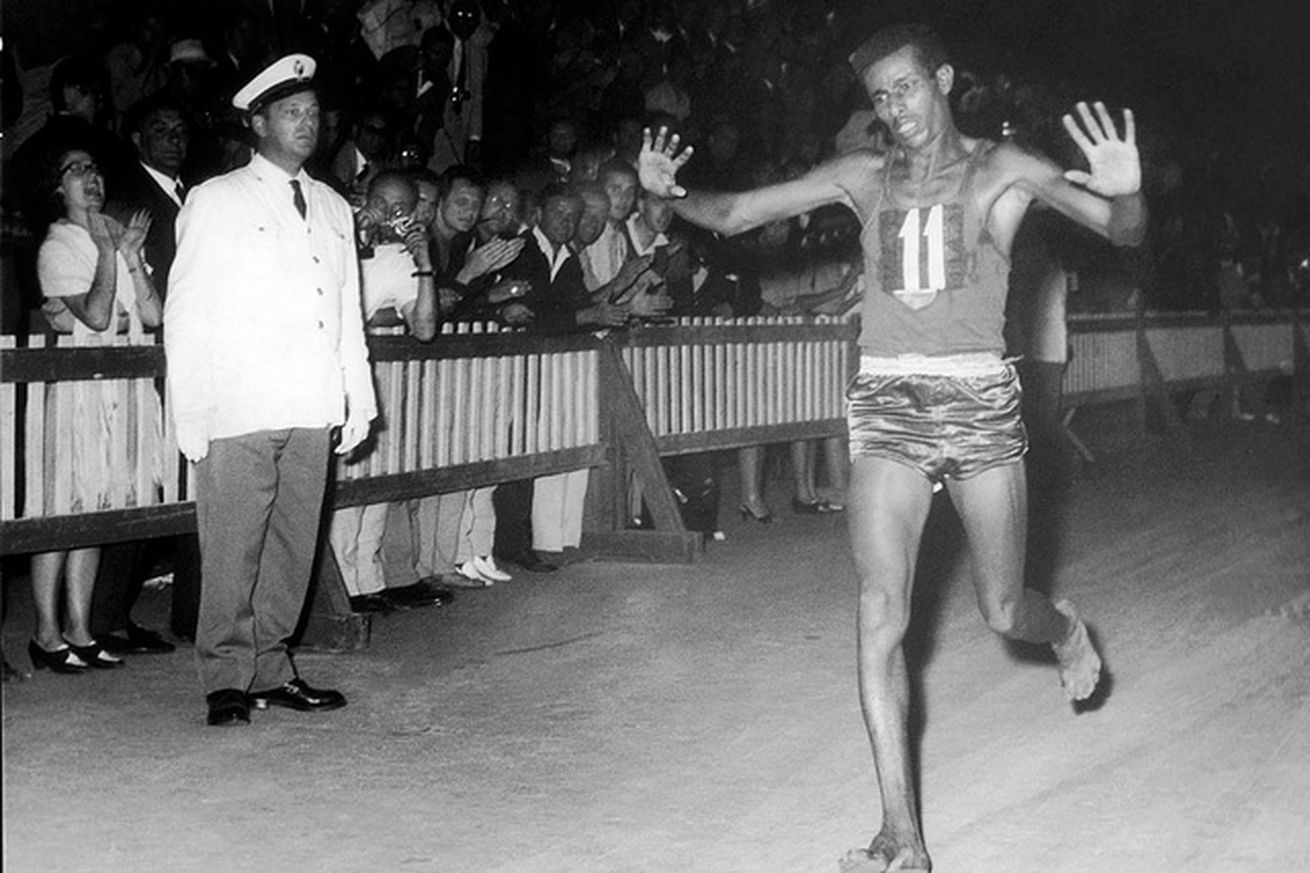
1960年ローマオリンピックにおいて

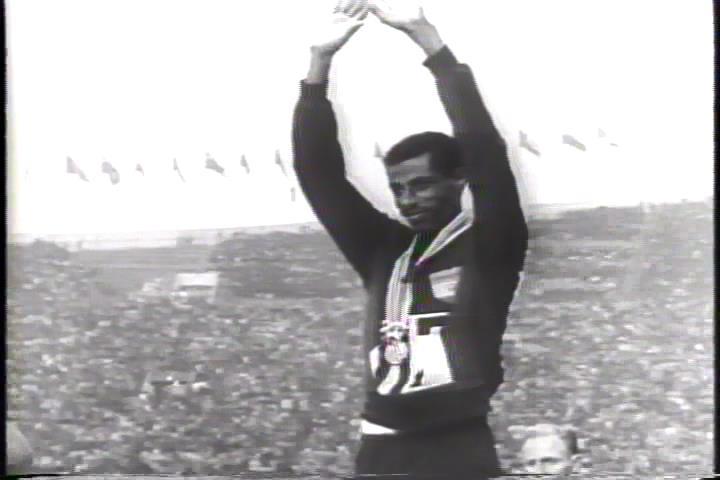
1964年の東京オリンピックでも金メダルを獲得

アベベ・ビキラ（オロモ語:Abbabaa Biqilaa、 1932年8月7日 - 1973年10月25日）は、エチオピア出身の陸上競技（長距離走）選手で、オリンピックのマラソン種目で史上初の2大会連続優勝を果たし、2個の金メダルを獲得した。サハラ以南のアフリカ出身者としては初のオリンピック金メダル獲得者でもある。オロモ人である。

## 生涯

### 生い立ち
当時のショア州（現在はオロミア州のセミエン・ショア地区）にあるデュノバのジョル村で生まれる。家は貧しい小作農で、家族は当時の国教であるキリスト教コプト派（エチオピア正教会）の信者でもあった。小学校には1年通っただけで早くから家業の手伝いをしていた。彼の筋力とスタミナは、小さな頃から家族を助けるために重い荷物を背負って長い山道を行き来する生活で養われた。
19歳の時、皇帝ハイレ・セラシエ1世の親衛隊に入隊し、アディスアベバの部隊で訓練を受けることとなる。10ヶ月の訓練期間の後、当時エチオピアが参加していた国連軍として、朝鮮戦争に従軍するため釜山まで派遣されるが、ほどなく休戦となり帰国した。

### マラソン選手へ
帰国後、親衛隊で訓練の一環として各種スポーツのトレーニングを受ける。その中で、足の速さが上官から注目されるようになる。1957年5月、四軍（陸海空および親衛隊）の陸上競技大会に親衛隊から選抜されて出場、マラソンで2位となり、1960年ローマオリンピックの陸上強化選手に選ばれる。ここでスウェーデン出身の専任コーチであるオンニ・ニスカネン（Onni Niskanen、1910 - 1984）の指導を受ける。ニスカネンはクロスカントリーやインターバルトレーニングを取り入れた科学的な練習を施した。
強化選手となった当初はアベベは目立った選手ではなく、親衛隊で同期（部隊は別）だったワミ・ブラトの方が長距離選手としては期待されていた。しかし、1960年に入ってアベベはニスカネンから特別メニューでのトレーニングを受けることになる。その理由について山田一廣は、アベベはニスカネンの指導を理解して吸収する能力に優れていたからではないかと記している。ニスカネンはローマオリンピックのマラソンコースを視察すると、それに似た練習コース（フルマラソンより1km長い）をエチオピアのキャンプ地近くに作って走らせた。
7月にローマオリンピックの国内予選会で2位となり、マラソン代表に選出された。

### ローマオリンピックでの金メダル
1960年9月のローマオリンピックに際しては、偶然に靴が壊れたため（さらに現地で新しい靴を買おうと思ったが自分に合うものがなかったため）裸足で走ることとなった。もともとアベベは子どもの頃から裸足で野山を駆け回っており、足の裏の皮は厚く、裸足で走ることに慣れていた。アベベはスタート当初は最後方に位置し、競技場を出ても最後方のままであったが、15kmを過ぎて先頭集団に入り、30kmでトップに出るとあとはそれを譲ることなく、当時の世界最高記録となる2時間15分16秒2で優勝した。レース前には全く無名で、アベベが先頭集団に加わると「あれは誰だ」という声が沿道からあがり、プロフィールにもほとんど記載のないアベベがゴールのコンスタンティヌス凱旋門に入ってきたとき各国の報道関係者も騒然となった。アベベはゴール後に「まだ余力はある。走れと言われればもう20kmぐらい走れる」と話した。
1937年から1941年までイタリアに侵略、占領されていたエチオピア国民は、アベベの優勝に熱狂し、アベベはエチオピアの英雄となった。この功績により、帰国したアベベはハイレ・セラシエ皇帝に拝謁し、勲章を授与された。また半年後には兵卒から兵長に昇進している。この1960年は17のアフリカの国が独立を達成してアフリカの年と呼ばれ、アフリカ史において重要な年となった。
アベベの優勝は、アフリカの高地民族が長距離走への適性を持つことを世界に知らしめた。また、エチオピアの国土が空気の薄い標高2,000m前後の高地にあり、そこでトレーニングを積んだことで心肺機能が高められたのではないかという見解が示され、陸上競技に高地トレーニングが導入されるきっかけとなった。

### 東京オリンピックでのマラソン連覇まで

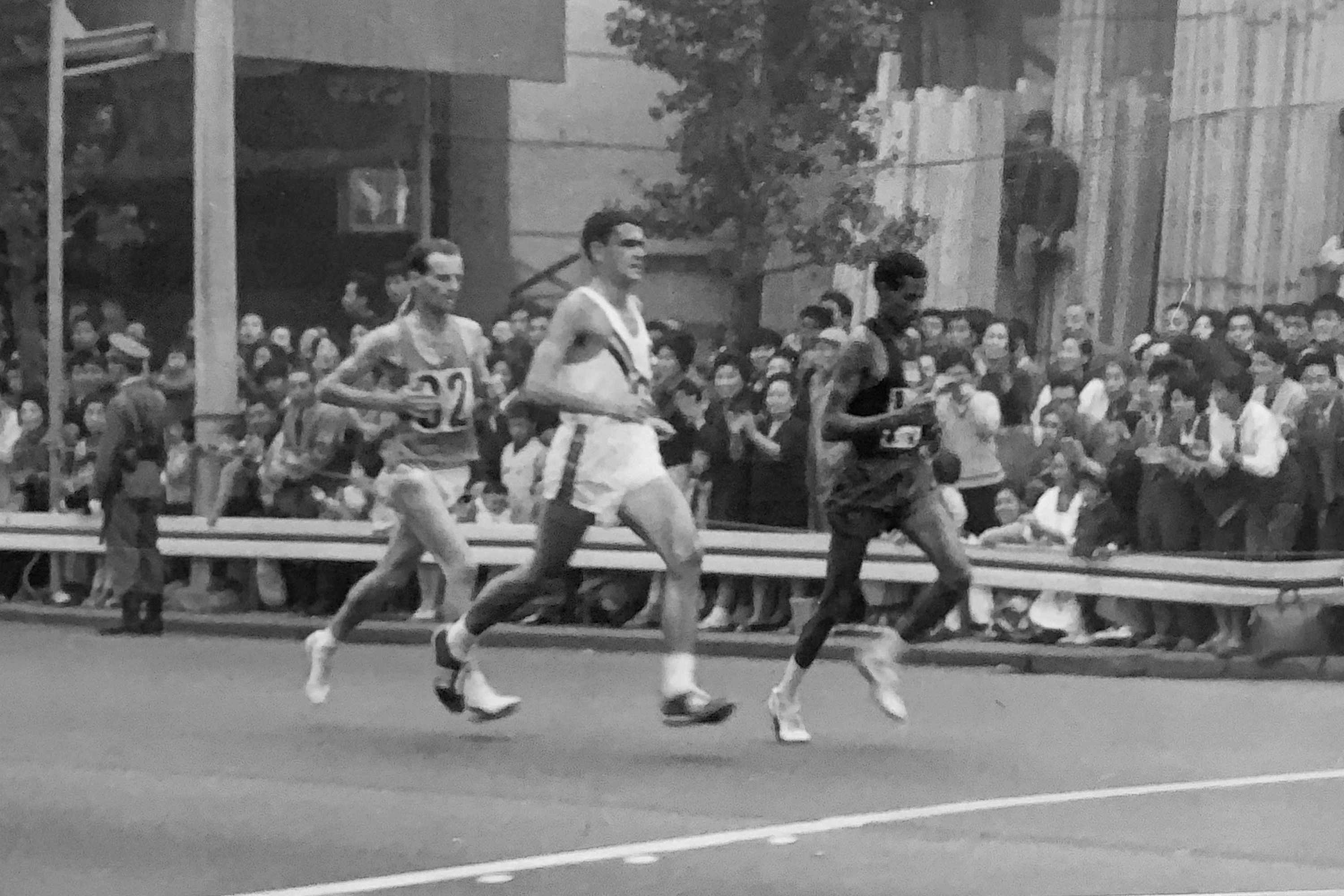
東京オリンピックで甲州街道を走る（1964年）

オリンピックチャンピオンとなったアベベには世界からレースへの招待状が届いたが、ニスカネンはその中から出場レースを慎重に選んだ。その一つに日本の毎日マラソン（後のびわ湖毎日マラソン。当時は大阪府で開催）が含まれていたのは、次回のオリンピック開催国を下調べするチャンスという意図があった。このレースではコースに入ってきた大群衆や対向車線の自動車とオートバイ、それに気温27度・湿度77 %という悪条件が重なり、レース中に立ち往生するというアクシデントもあって、優勝はしたもののタイムは2時間29分27秒と平凡だった。2位には同僚のワミが入っている。アベベ見たさに押し寄せた自動車やオートバイの排気ガスが記録を低調にしたとされ、かねてから交通事情悪化に悩まされていた毎日マラソンは、これを契機に、翌年より滋賀県に開催地を変更している。
オニツカタイガー（現・アシックス）社長だった鬼塚喜八郎は、ローマオリンピックの際にマラソン日本代表に靴を提供していたが、彼らが惨敗する一方で裸足のアベベが優勝したのを見て衝撃を受け、「アベベに靴を履かせたい」と考えていた。毎日マラソンの折に、村社講平の紹介で社員をアベベとワミに面会させ、オニツカタイガーの靴を提案したところよい反応だったため、足形を取って靴を作って届けるとアベベは「こんな素晴らしい靴を履けるとは思わなかった」と喜んだという。しかし東京オリンピックの際にはアベベはすでに契約していたプーマのシューズで参加した（銀メダルのベイジル・ヒートリーと銅メダルの円谷幸吉はともにオニツカタイガーを履いていた）。当時の日本ではアマチュア意識の高さから、専属スポンサー契約を結べる環境になかった。
また、1961年には出場した3つのレースすべてで優勝を飾ったが、1962年はレースに出場せず、1963年のボストンマラソンは5位とふるわなかった。国民の期待や、走ることで得た地位から来る重圧があった。このころ、妻には「走ればまた勝つと思われているっていうのは辛いことだな」という言葉も漏らしたという。ローマで樹立した記録は1963年2月に寺沢徹が更新、その後もバディー・エデレンやベイジル・ヒートリーが短期間に記録を塗り替えていた。
1964年春、アベベは軍曹に昇進した。5月にアディスアベバで1年ぶりにマラソンを走って優勝。8月の東京オリンピックの国内予選では自己2位となる2時間16分18秒8で優勝し、代表に選ばれる。しかし、競技の6週間前に盲腸の手術を受け、ニスカネンの立てた練習スケジュールは大きく狂った。このため、日本の代表選手のコーチたちも「アベベはマークの対象にしていなかった」とのちに語っている。アベベはエチオピア選手団の一員として9月29日に来日し、代々木選手村や隣接した織田フィールドで毎日走った。10月10日の開会式ではエチオピア選手団の旗手を務めている。
10月21日の東京オリンピックマラソン本番では、20km地点辺りから独走態勢に入り、全く危なげのないレース運びで、ヒートリーの記録を1分44秒縮める2時間12分11秒2の世界最高記録で、再び金メダルを獲得した。近代オリンピック史上、マラソンの種目で二連覇はアベベが初めての快挙であった。それ以後、オリンピックのマラソン競技で世界（最高）記録を樹立したランナーは出現していない。
アベベはゴールした後に疲れた様子も見せずに整理体操を始め、7万人の観衆を驚かせた。後にアベベは「まだあと10キロは走れた」と語っている。

### メキシコオリンピックで途中棄権
再度の金メダルにより、アベベは少尉に昇進する。また、親衛隊の体育教官補佐ともなった。このときアベベに貸与された自動車（フォルクスワーゲン・ビートル）がのちに悲劇につながることとなる。
東京オリンピック後もアベベはマラソンで優勝を重ねた。1965年には、大阪府から滋賀県にコースを移した毎日マラソンに4年ぶりに参加、28度の高温という条件のため記録は平凡だったものの、独走であった。1966年のソウル国際マラソンでも優勝したが、日本から参加した君原健二のコーチである高橋進は、レース中にアベベが監督車に乗ったニスカネンから叱責される光景を目にして、遠からずアベベも敗れるだろうという思いを抱いたと記している（君原と高橋の共著『マラソンの青春』からの引用）。1967年のサラウスマラソンでは途中棄権した。この間、中尉に昇進している。
1968年10月のメキシコシティーオリンピックでも、アベベは3大会連続でエチオピアのマラソン代表に選ばれたが、トレーニング中に左膝を痛めていた。走り込みの不足や36歳という年齢による体力の衰えもあり、史上初の五輪マラソン3連覇は不安視されていた。結局メキシコ五輪マラソン本番では16kmで歩き出し、17km地点で棄権した。なおこの大会では同じエチオピア代表で、同僚の軍人のマモ・ウォルデが優勝し、エチオピアにオリンピック・マラソン3連覇をもたらしている。結果は残せなかったが、アベベは帰国後にマモと共にハイレ・セラシエ皇帝に招かれ、その席で大尉に昇進した。

### 自動車事故
しかし、メキシコ五輪から約半年後の1969年3月23日の夜、アベベはアディスアベバから北に約70 km離れたシャノという町の北方で、自動車運転中に事故を起こす。生命に別状は無かったが、第七頸椎が完全に脱臼する重傷を負ったことにより、下半身不随となる。なお、国民に動揺を与える不安から、事故の事実は6日後になって初めて公表された。事故後にアベベが語ったところでは、対向車の前照灯に目がくらんで運転を誤ったという。これについてはアベベを妬む者の陰謀説が存在するが、真相は今も定かではない。
アベベは事故公表直後にロンドン郊外のストーク・マンデビル病院に入院し、8ヶ月間治療とリハビリテーションを受ける。その治療はマラソンのトレーニング以上に過酷なものであったと家族に語ったという。この間、病院で開かれたストーク・マンデビル競技大会（当時「パラリンピック」と呼称されていたが、現在のパラリンピックのことではない。詳細はパラリンピックの項を参照）に参加し、11月にエチオピアに帰国した。翌1970年もストーク・マンデビル競技大会に参加、このときはエチオピア選手団の総監督も務めている。1971年にはノルウェーで開催された身障者スポーツ週間の犬ぞりレースに参加して優勝を果たした。

### ミュンヘンオリンピック～晩年
1972年9月のミュンヘンオリンピックでのアベベは、組織委員会から過去の著名な金メダリストの一人として招待を受け、車いすの姿で開会式にゲスト出演し、その後も会場で競技を観覧している。自らが動けないことで「競技を見るのが辛かった」とのちに妻に語ったが、マラソンでエチオピア代表のマモ・ウォルデが3位に入り銅メダルを獲得、アベベと同じく五輪二大会連続メダリストの快挙を大いに喜んでいた。
晩年のアベベはこのように体が不自由な状態ながらも、生涯スポーツに関わり続けようとしていた。しかしミュンヘン五輪からわずか1年後の1973年10月25日、アベベは脳出血により首都アディスアベバにある陸軍病院にて41歳でその生涯を閉じたのだった。因果関係は明確ではないものの、自動車事故の後遺症が脳出血の遠因であるとみられた。
アディスアベバにはアベベの名前を冠した国立スタジアムがある。

## マラソン成績
- 自己最高記録…2時間12分11秒2（1964年10月）

| 年月    | 大会名                       | タイム      | 順位   | 備考                           |
| ------- | ---------------------------- | ----------- | ------ | ------------------------------ |
| 1960.07 | アディスアベバ               | 2：39：50   | 2位    | ローマ五輪代表選考会           |
| 1960.08 | アディスアベバ               | 2：21：23   | 優勝   |                                |
| 1960.09 | ローマオリンピック           | 2：15：16.2 | 優勝   | 世界最高記録                   |
| 1961.05 | アテネクラシックマラソン     | 2：23：44.6 | 優勝   |                                |
| 1961.06 | 毎日マラソン                 | 2：29：27   | 優勝   |                                |
| 1961.10 | コシチェマラソン             | 2：20：12   | 優勝   |                                |
| 1963.04 | ボストンマラソン             | 2：24：43   | 5位    |                                |
| 1964.05 | アディスアベバ               | 2：23：14.4 | 優勝   |                                |
| 1964.08 | アディスアベバ               | 2：16：18.8 | 優勝   | 東京五輪代表選考会             |
| 1964.10 | 東京オリンピック             | 2：12：11.2 | 優勝   | 世界最高記録、史上初の五輪連覇 |
| 1965.05 | 毎日マラソン                 | 2：22：55.8 | 優勝   |                                |
| 1966.07 | サラウスマラソン             | 2：20：28.8 | 優勝   |                                |
| 1966.10 | 韓国国際マラソン             | 2：17：04   | 優勝   |                                |
| 1967.07 | サラウスマラソン             | ----------- | (棄権) |                                |
| 1968.09 | アディスアベバ               | 2：25：04   | 優勝   | メキシコシティ五輪代表選考会   |
| 1968.10 | メキシコシティーオリンピック | ----------- | (棄権) |                                |

## 関連書籍
- 長岡民男『マスカルの花道　アベベの栄光と失意』、講談社、1974
- 山田一廣『アベベを覚えてますか』、新声社、1984.8
  - ちくま文庫、1992.6、ISBN 978-4480026262
  - 壮神社、2004.9、ISBN 978-4915906954

文庫判・新版は、各・増訂版。著者はアベベの母や妻、マモ・ウォルデやワミ・プラトにも直接取材している。
- ティム･ジューダ『アベベ・ビキラ　「裸足の哲人」の栄光と悲劇の生涯』、秋山勝訳、草思社、2011、ISBN 978-4794218483
  - 草思社文庫、2019、ISBN 978-4794223937
- 『栄光なき天才たち 5　円谷幸吉&アベベ・ビキラ』、森田信吾 画、集英社 ヤングジャンプ・コミックス、1989.5、ISBN 978-4088614779
- 『栄光なき天才たち 3　円谷&アベベ編』、伊藤智義 脚本、森田信吾 画、集英社文庫コミック、1997.7、ISBN 978-4086170949
- 『栄光なき天才たち マラソン 円谷&アベベ編』、伊藤智義 脚本、森田信吾 画、ホーム社「SHUEISYA HOME REMIX」、2007.11、ISBN 978-4834242744。コンビニコミック
- 『アベベものがたり：Abebe Bikila』、小林たつよし、Kindle版、2019.10.6